# Characidium
Genre
Characidium est un genre de poissons téléostéens de la famille des Crenuchidae et de l'ordre des Characiformes. Le genre Characidium regroupe plusieurs espèces de poissons américains.

## Liste d'espèces
Selon FishBase (16 juin 2015) :
- Characidium alipioi Travassos, 1955
- Characidium amaila Lujan, Agudelo-Zamora, Taphorn, Booth & López-Fernández, 2013[2]
- Characidium bahiense Almeida, 1971
- Characidium bimaculatum Fowler, 1941
- Characidium boavistae Steindachner, 1915
- Characidium boehlkei Géry, 1972
- Characidium bolivianum Pearson, 1924
- Characidium borellii (Boulenger, 1895)
- Characidium brevirostre Pellegrin, 1909
- Characidium caucanum Eigenmann, 1912
- Characidium chupa Schultz, 1944
- Characidium crandellii Steindachner, 1915
- Characidium declivirostre Steindachner, 1915
- Characidium etheostoma Cope, 1872
- Characidium etzeli Zarske & Géry, 2001
- Characidium fasciatum Reinhardt, 1867
- Characidium gomesi Travassos, 1956
- Characidium grajahuensis Travassos, 1944
- Characidium hasemani Steindachner, 1915
- Characidium heinianum Zarske & Géry, 2001
- Characidium heirmostigmata da Graça & Pavanelli, 2008
- Characidium interruptum Pellegrin, 1909
- Characidium japuhybense Travassos, 1949
- Characidium lagosantense Travassos, 1947
- Characidium lanei Travassos, 1967
- Characidium laterale (Boulenger, 1895)
- Characidium lauroi Travassos, 1949
- Characidium longum Taphorn, Montaña & Buckup, 2006
- Characidium macrolepidotum (Peters, 1868)
- Characidium marshi Breder, 1925
- Characidium mirim Netto-Ferraira, Birindelli & Buckup, 2013[3]
- Characidium nupelia da Graça, Pavanelli & Buckup, 2008
- Characidium occidentale Buckup & Reis, 1997
- Characidium oiticicai Travassos, 1967
- Characidium orientale Buckup & Reis, 1997
- Characidium papachibe Peixoto & Wosiacki, 2013[4]
- Characidium pellucidum Eigenmann, 1909
- Characidium phoxocephalum Eigenmann, 1912
- Characidium pteroides Eigenmann, 1909
- Characidium pterostictum Gomes, 1947
- Characidium purpuratum Steindachner, 1882
- Characidium rachovii Regan, 1913
- Characidium roesseli Géry, 1965
- Characidium samurai Zanata & Camelier, 2014[5]
- Characidium sanctjohanni Dahl, 1960
- Characidium schindleri Zarske & Géry, 2001
- Characidium schubarti Travassos, 1955
- Characidium serrano Buckup & Reis, 1997
- Characidium steindachneri Cope, 1878
- Characidium stigmosum Melo & Buckup, 2002
- Characidium tenue (Cope, 1894)
- Characidium timbuiense Travassos, 1946
- Characidium vestigipinne Buckup & Hahn, 2000
- Characidium vidali Travassos, 1967
- Characidium xanthopterum Silveira, Langeani, da Graça, Pavanelli & Buckup, 2008
- Characidium xavante da Graça, Pavanelli & Buckup, 2008
- Characidium zebra Eigenmann, 1909

### Note
- Characidium litorale Leitão & Buckup, 2014[6]
- Characidium satoi de Melo & Oyakawa, 2015[7]